# Lasiocercis similis
Lasiocercis similis là một loài bọ cánh cứng trong họ Cerambycidae.